# 291 v. Chr.
Portal Geschichte | Portal Biografien | Aktuelle Ereignisse | Jahreskalender | Tagesartikel

◄ |
4. Jahrhundert v. Chr. |
3. Jahrhundert v. Chr. |
2. Jahrhundert v. Chr. |
►

◄ | 310er v. Chr. | 300er v. Chr. | 290er v. Chr. | 280er v. Chr. |
270er v. Chr. |
►

◄◄ | ◄ | 294 v. Chr. | 293 v. Chr. | 292 v. Chr. | 291 v. Chr. |
290 v. Chr. |
289 v. Chr. |
288 v. Chr. |
► |
►►
Staatsoberhäupter

## Ereignisse
- Im Dritten Samnitenkrieg stationieren die Römer in Venusia eine 20.000 Mann starke Garnison. Die Via Appia wird über Capua hinaus bis Venusia verlängert; die Stadt kontrolliert das Gebiet zwischen den Samniten und Tarent.

## Gestorben
- 292/291 v. Chr.: Menandros, griechischer Dichter (* 342/341 v. Chr.)